# Побуна групе Вагнер
Дана 23. јуна 2023. године, руска приватна војна компанија позната као група Вагнер покренула је оружани сукоб са Оружаним снагама Русије, након пораста тензија између лидера организације Јевгенија Пригожина и руског Министарства одбране. Вагнерово особље је рекло да су корупција и неспособност у Министарству одбране протраћили напредак након почетних успеха у инвазији на Украјину, док су руски председник Владимир Путин и други званичници осудили нападе групе као издајничке радње опортунизма и преузимања власти.
Пригожин је побуну описао као освету за, како је рекао, напад на његове снаге од стране министарства. Он је одбацио оправдање руске владе за руску инвазију на Украјину, окривио руског министра одбране Сергеја Шојгуа за руске војне неуспехе и оптужио га да води рат у корист руских елита. Пригожинове снаге су заузеле Ростов на Дону са кључним војним штабом и наводно напредовале ка Вороњежу у смеру ка Москви.
Као одговор, Федерална служба безбедности покренула је кривични поступак против Пригожина за „подстицање оружане побуне“. У телевизијском обраћању, председник Путин је Вагнерове поступке назвао „издајом“ и обећао да ће сузбити побуну.
Дана 24. јуна 2023, када су се Вагнерови војници приближили престоници, велики број руских цивила је побегао из Москве, а владини званичници су такође евакуисани, иако је сам Путин, према речима портпарола, остао у Кремљу. Борци су упали у Тулску област близу окружења Москве.
Пре него што је Вагнер доспео до Москве, побуна се завршила склапањем договора између Пригожина и председника Белорусије Александра Лукашенка.

## Позадина

### Вагнер група и Пригожин

#### Успон утицаја
Према неким медијским извештајима, Пригожин је раније био лични повереник руског председника Владимира Путина. У почетку је стекао статус славне личности као пословни магнат у Санкт Петербургу, познат по низу популарних ресторана, што је довело до растуће финансијске везе са Путином с обзиром на његову улогу у политици града. Године 2014. основао је Вагнер групу, руску приватну војну компанију, а током наредних неколико година водио је оружане кампање у областима као што је Донбас. Пригожин је такође учествовао у мешању у америчке изборе 2016. користећи своје компаније као подршку.
У току инвазије Русије на Украјину од почетка 2022. године, дошло је до наглог пораста утицаја и моћи Пригожина и Вагнер групе. Процењени број Вагнерових чланова порастао је са „неколико хиљада“ бораца око 2017. до 2018. на укупно око педесет хиљада бораца до јануара 2023, према проценама западних обавештајних служби. Упркос управљању све већим и већим економијама, де јуре државни систем Русије није дао Вагнер групи и њеној финансијској администрацији никаква правна овлашћења према националним законима; Пригожин није био ни именован ни изабран, што је значило да он технички није имао никога са овлашћења изнад себе коме да одговара. Поред тога, Пригожин је преокренуо свој став према свом раније повученом личном животу и доживео међународну славу.

#### Пригожинова критика руске елите
Пригожин је често критиковао војно руководство јер није дало све од себе да подржи интересе Русије. Он је критиковао Шојгуову децу да „бесциљно троше новац“ док се „деца обичних људи враћају у [ковчезима] од цинка, раскомадана“ због рата. Он је упозорио да би овај „раскол у друштву“ између елите и обичних људи могао довести до догађаја сличних Руској револуцији 1917. године, уз уздизање „војника и њихових најмилијих“. Пригожин је рекао да руска елита треба да пошаље своју децу у рат како би људи сматрали да су ствари фер.
Пригожин је као издајнике описао "људе који својим пословним авионима лете у такозване неутралне земље да би избегли учешће у данашњим проблемима". Он је критиковао елиту што је током рата уживала у „јавном, луксузном, безбрижном животу”. Насупрот томе, да би „преживела као нација“, Пригожин је тврдио да Русија треба да се припреми за „тежак рат“: да уведе ванредно стање, најави нове таласе мобилизације, као и да „запосли све које може да производе муницију“ и „затвори границе попут Северне Кореје“. Међутим, према речима Пригожина, део елите не мари за своју домовину и зато не би жртвовала своје удобне животе за своју земљу.
Пригожин је напао руске олигархе, које је оптужио да су уништили Совјетски Савез и преузели контролу над руским богатством, не марећи да се боре за интересе Русије. Према речима Пригожина, током рата „олигарси покушавају да украду све што припада народу“.

### Активности Вагнер групе у Украјини
Према новинском сајту Медуза, уочи инвазије на Украјину, Пригожин је развио напете односе са руским руководством, долазећи у сукоб и са Министарством одбране и са председничком администрацијом. Пригожин је критиковао Сергеја Шојгуа због деловања руске војске у Сирији, рекавши да војска тамо делује „застарелим методама“. Заузврат, Шојгуу се није свидело то што храну за војску обезбеђују Пригожинове компаније.
До раста утицаја Вагнер групе дошло је због неуспеха првобитних планова руског руководства да брзо победи Украјину. У првим месецима инвазије на Украјину руска војска је претрпела значајне губитке, али је Путин дуго одлагао објаву мобилизације. У таквим условима, власти су почеле да активно регрутују плаћенике за учешће у непријатељствима. Пригожин је добио значајне ресурсе, укључујући сопствену авијацију, и право да регрутује затворенике у Вагнера. Вагнер је виђен као приватна војска Пригожина, која делује ван руског законодавства и ван војне хијерархије земље. Министарство одбране и Генералштаб нису били задовољни овом ситуацијом и почели су да покушавају да ограниче Пригожинов све већи утицај. Пригожин је почео јавно да оштро критикује руско Министарство одбране.
Дана 5. јуна 2023, како су тензије ескалирале, Пригожин је на својим каналима друштвених мрежа објавио видео у којем се наводи да приказује заробљеног потпуковника Романа Веневитина из руске 72. бригаде, који признаје да је наредио својим трупама да пуцају на Вагнерове трупе, наводно док је био пијан.
У видео снимку објављеном 23. јуна, Пригожин је рекао да су оправдања руске владе за руску инвазију на Украјину заснована на лажима. Према Пригожину, руски рат у Украјини имао је за циљ да користи руским елитама. Он је оптужио Министарство одбране Русије под Шојгуом да „покушава да обмани друштво и председника и да нам каже како је дошло до сумануте агресије из Украјине и да су планирали да нас нападну са целим НАТО-ом“.

## Хронологија догађаја

### 23. јун
Телеграм каналима повезаним са Вагнером кружио је видео снимак, који је, према речима Пригожина, снимљен у Вагнеровом кампу који је нападнут пројектилом. Пригожин је објавио почетак оружаног сукоба са Министарством одбране у поруци објављеној на Телеграм каналу његове прес службе. Позвао је све који желе да се прикључе сукобу против Министарства да то учине; оптужио Шојгуа да је употребио артиљерију и хеликоптере да уништи Вагнера и навео да је Шојгу „кукавично побегао из Ростова на Дону у девет увече“.
Министарство одбране је одбацило оптужбе за напад на Вагнерове кампове. Након тога, из Генералног тужилаштва Руске Федерације је саопштено да је против Пригожина покренут поступак по члану 279 Кривичног законика Руске Федерације (оружана побуна). Генерали Сергеј Суровикин и Владимир Алексејев апеловали су на Вагнерове борце, позивајући их да „стану“. Руски државни Первый канал објавио је „хитне вести“, у којима је водитељка Екатерина Андреева тврдила да су Пригожинове изјаве о наводним нападима снага Министарства одбране на Вагнерове положаје лажне и да је председник Путин обавештен о тренутној ситуацији. Као одговор на Пригожинове изјаве, војска и национална гарда су распоредили оклопна возила и у Москви и у Ростову на Дону.
У ноћи са 23. на 24. јун објављен је аудио снимак у име Пригожина, који тврди да Вагнер улази у Ростов на Дону и позива снаге Министарства одбране да се не супротстављају његовој војсци. У другом аудио снимку од 23. јуна рекао је да је начелник Генералштаба наредио ваздушним снагама земље да отворе ватру на Вагнерове колоне које су се кретале међу цивилним возилима, оптужујући Генералштаб да се не обазире на животе невиних људи, „као што је и годину и по убијају сопствено становништво уместо да се боре против непријатеља“. Такође је тврдио да су неки пилоти одбили да изврше наређења Генералштаба и захвалио им се.
Путинов секретар за штампу Дмитриј Песков описао је ситуацију која је у току као „покушај побуне“ и навео да руске војне агенције даноноћно извештавају о Путиновим наређењима о недавним догађајима.
Усред Пригожинових изјава, Русија је блокирала Google вести.

### 24. јун

#### Напредовање према Москви
У новој аудио поруци објављеној у име Пригожина, он је тврдио да су Вагнерови ловци оборили војни хеликоптер који је отворио ватру на конвој.
Пригожин је оптужен за организовање оружане побуне након што је запретио да ће напасти руске снаге као одговор на ваздушни напад на његове паравојне војнике. Снаге безбедности оптужиле су га за покушај државног удара пошто је обећао "марш правде" против војске. Пригожин је објавио гласовну белешку у којој тврди да је Вагнер напустио Украјину и да напредује ка Ростову на Дону. Виши генерали су позвали Вагнерове борце да се повуку. У међувремену, руска Федерална служба безбедности је саопштила да је поднела кривичну пријаву против Пригожина и да ће да га ухапси.
Према извештајима државних и неких западних медија, Вагнер је преузео контролу над зградом Јужног војног округа у Ростову на Дону. Непотврђени снимци наводно показују сукобе у граду између Вагнера и војске. Ростов на Дону је директно повезан са Москвом аутопутем М-4. Конвој Вагнеровог особља који је напредовао у правцу престонице био је на удару руских хеликоптера. Гувернери Липецке области и Вороњешке области позвали су све цивиле да остану у кући, након извештаја о војним колонама и сукобима дуж аутопута. Данска TV 2 је документовала да су Google мапе у 9:59 по руском времену показале да је М-4 чист и да је у 11:15 био потпуно забарикадиран. Градоначелник Москве Сергеј Собјанин саопштио је да се у престоници спроводе антитерористичке мере.
Објаве на друштвеним мрежама приказују снимке борби између Вагнерових трупа и војске у Вороњежу,, а Reuters се позива на војне извештаје. Према извештајима медија, Вагнер група преузела је контролу над свим војним објектима у Вороњежу. Неколико сати касније, BBC је потврдио да је Вагнерово особље примећено како напредује кроз Липецку област, између Вороњежа и Москве. Reuters је известио да су ван Вороњежа, Вагнерове снаге напале владини хеликоптери. Der Spiegel је известио да су сви летови из Москве распродати јер људи покушавају да побегну од надолазеће колоне.

#### Путиново обраћање нацији
Путин се први пут од почетка побуне обратио нацији у телевизијском обраћању, назвавши акције Вагнера "издајом" и обећавши да ће предузети "оштре кораке" за сузбијање побуне. Путин је тврдио да ситуација угрожава постојање саме Русије и окарактерисао је побуну као „забадање ножа у леђа“ усред текућег руско-украјинског рата, повлачећи паралеле са Октобарском револуцијом (која се догодила док се Русија борила у Првом светском рату) и упозорење о губитку територија. Путин је такође подсетио на „трагедију“ руског грађанског рата вођеног између 1917. и 1923. године. Међутим, Путин није дословно поменуо Пригожина или Вагнера. Путинова тврдња је оповргавање претходних Пригожинових тврдњи да је Русија губила територије у рату у Украјини због лошег управљања Министарством одбране и да су Вагнерове акције против Министарства имале за циљ само да поправе руску ситуацију. Пригожин је навео да је његов главни циљ био да смени са дужности Шојгуа и начелника Генералштаба Валерија Герасимова.
Пригожин је на Путинове изјаве одговорио да Вагнер одбија да се повинује „председнику и Федералној служби безбедности”, оптужујући Министарство одбране да је издало групу у Украјини, богаћејући се коруптивним шемама током рата, и навео да је Русији „дојало да буде управљана корупцијом и бирократијом“.

#### Разговори са Лукашенком и престанак марша
Председник Белорусије Александар Лукашенко састао се са Пригожином на Путинов захтев. Лукашенко је наводно постигао договор у ком ће Вагнерове трупе окончати свој марш и вратити се у своју базу у замену за гарант њихове безбедности. У аудио обраћању, Пригожин је изјавио да је пристао на договор како би избегао крвопролиће и да се „колоне његових трупа окрећу натраг ка њиховим камповима по плану”.